# یاسین بورهان
یاسین بورهان (انگلیسی: Yacine Bourhane؛ زادهٔ ۳۰ سپتامبر ۱۹۹۸) بازیکن فوتبال اهل اتحاد قمر است.
وی همچنین در تیم ملی فوتبال اتحاد قمر بازی کرده‌است.